# Primera División Uruguaya 1906
La Primera División Uruguaya 1906 fu il sesto torneo di Primera División nella storia del calcio uruguaiano.
Il torneo fu un campionato di andata e ritorno in cui parteciparono sei squadre e nel quale si proclamò campione per la prima volta il Montevideo Wanderers.
La curiosità di quest'anno fu la partecipazione di due squadre del National Montevideo: la squadra ufficiale e la squadra riserve che si chiamò Nacional "B". Non vi furono retrocessioni.

## Classifica finale
|                    | Pos. | Squadra              | Pt | G  | V | N | P  | GF | GS | DR  |
| ------------------ | ---- | -------------------- | -- | -- | - | - | -- | -- | -- | --- |
| Uruguay (bandiera) | 1°   | Montevideo Wanderers | 19 | 10 | 9 | 1 | 0  | 17 | 3  | +14 |
|                    | 2°   | CURCC                | 14 | 10 | 7 | 0 | 3  | 18 | 8  | +10 |
|                    | 3°   | Nacional             | 14 | 10 | 7 | 0 | 3  | 17 | 8  | +9  |
|                    | 4°   | Teutonia             | 9  | 10 | 4 | 1 | 5  | 20 | 22 | -2  |
|                    | 5°   | Intrépido            | 4  | 10 | 2 | 0 | 8  | 1  | 24 | -23 |
|                    | 6°   | Nacional "B"         | 0  | 10 | 0 | 0 | 10 | 2  | 10 | -8  |

G = Partite giocate; V = Vittorie; N = Nulle/Pareggi; P = Perse; GF = Goal fatti; GS = Goal subiti; 

## Classifica marcatori
| Gol |  |  | Giocatore        | Squadra  |
| --- |  |  | ---------------- | -------- |
| 6   |  |  | Amílcar Céspedes | Nacional |